# Melanopolia cotytta
Melanopolia cotytta är en skalbaggsart som beskrevs av Dillon 1959. Melanopolia cotytta ingår i släktet Melanopolia och familjen långhorningar. Inga underarter finns listade i Catalogue of Life.